# 震旦阿爾伯介
震旦阿爾伯介（学名：Albileberis sinensis）为粗面介科阿爾伯介屬下的一个种。其种加词“sinensis”意为“中华的”。